# Muscle Shoals Sound Studio

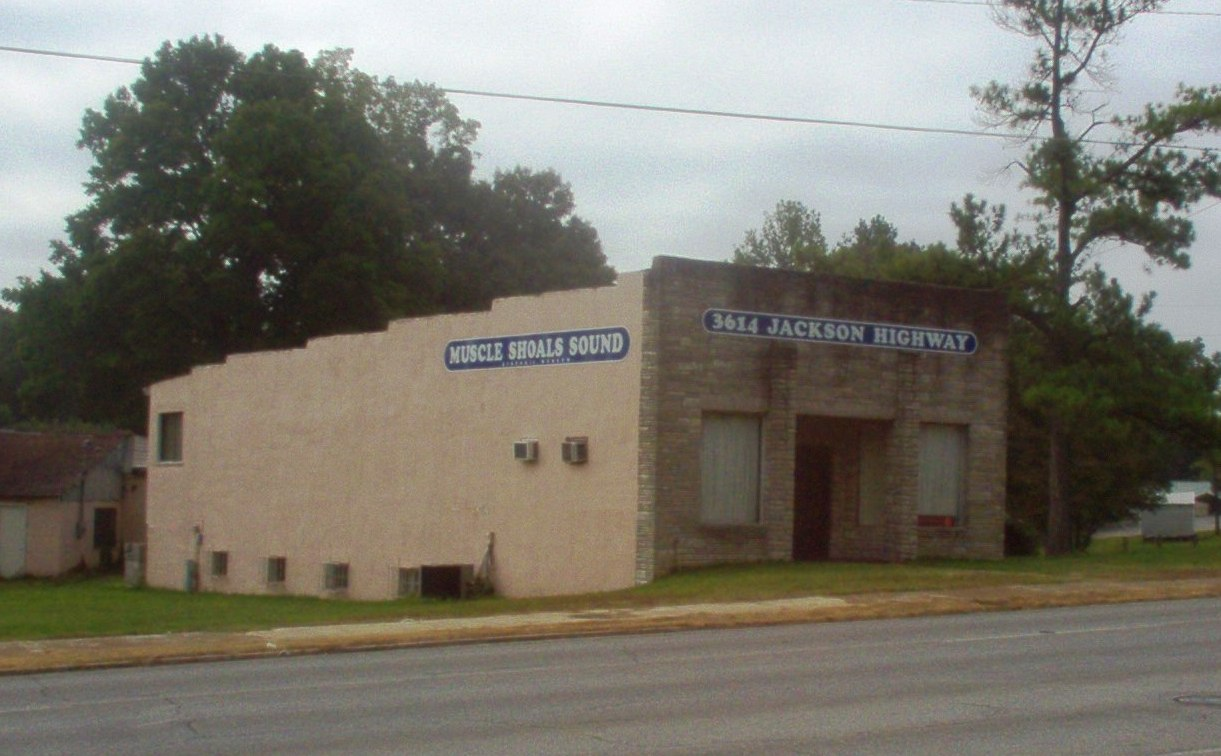
De eerste studio op Jackson Highway

Muscle Shoals Sound Studio is een opnamestudio, opgericht in 1969 door een studioband met de naam The Muscle Shoals Rhythm Section in Sheffield in de Amerikaanse staat Alabama. Sheffield is een buurgemeente van Muscle Shoals, beide gelegen in het noorden van Alabama, net ten zuiden van Florence aan de rivier de Tennessee. Het gebied rondom Florence en Muscle Shoals staat bekend als The Shoals. Muscle Shoals heeft zijn naam gegeven aan het geluid van de vele hits die er opgenomen zijn, beter bekend als de Muscle Shoals sound.

## Achtergrond
In 1959 was de FAME Studios opgericht, die begin 60-er jaren van Florence naar Muscle Shoals verhuisd was. Eigenaar Rick Hall betaalde zijn studio-musici slechts een minimum tarief, met als gevolg dat deze vertrokken en hij een nieuwe groep moest formeren. Deze nieuwe studioband bestaande uit Jimmy Johnson (gitaar), Roger Hawkins (drums), Barry Beckett (keyboard) en David Hood (bas) noemden zich "The Muscle Shoals Rhythm Section", maar zouden beter bekend worden als The Swampers , een bijnaam die hen werd gegeven door Denny Cordell tijdens opnamesessies met Leon Russell.
Net als de eerste groep verlieten ook deze musici vanwege de slechte betaling de FAME studio, en begonnen voor zichzelf. Eddie Hinton speelde van 1967 to 1972 leadgitaar bij de Swampers, maar hoorde niet bij de oprichters.

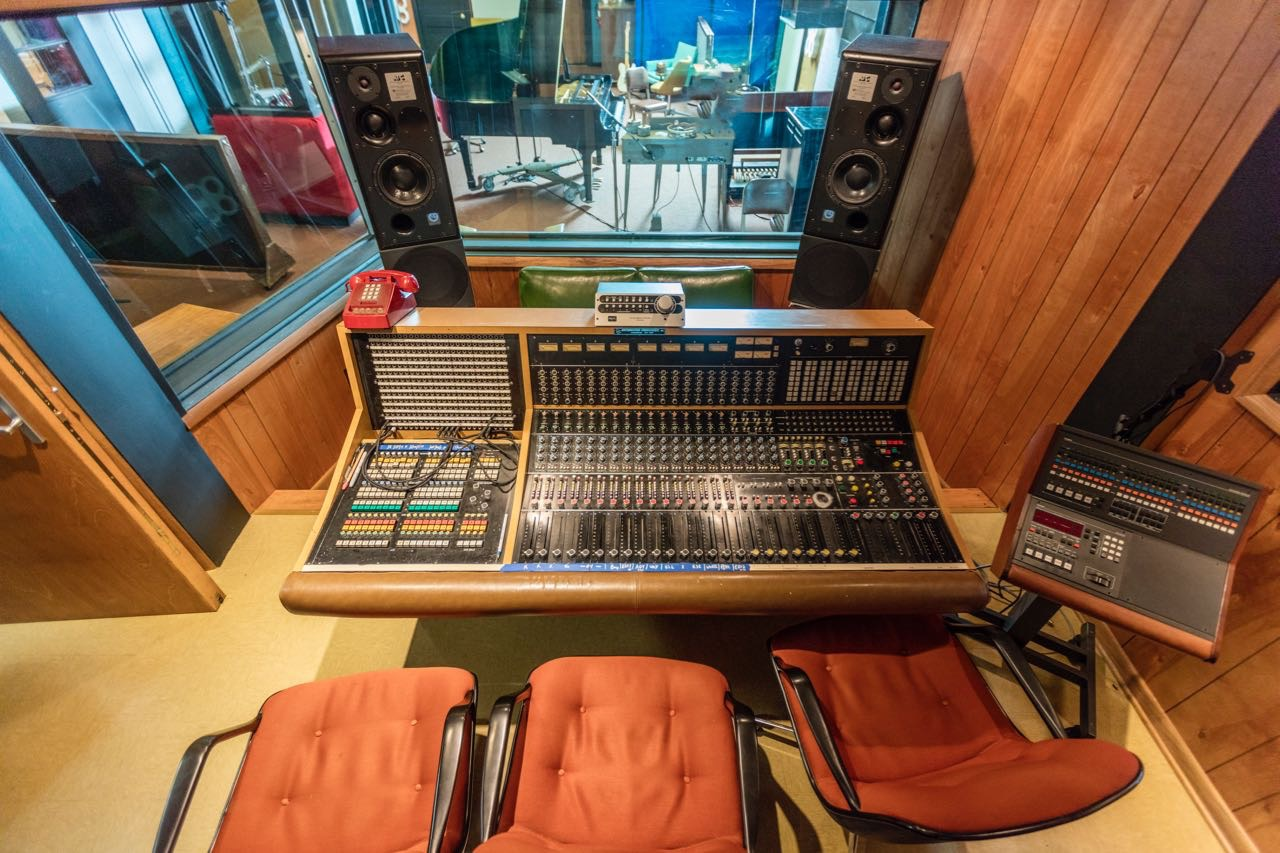
De controlekamer op Jackson Highway

## Oprichting
In 1969 kochten de Swampers een kleine studio op 3614 Jackson Highway. Ze werden daarbij geholpen door Jerry Wexler van Atlantic Records, die een lening via Atlantic Records verstrekte om de broodnodige apparatuur te upgraden met een 8-sporen recorder de Scully 208-8, die compatibel was met de apparatuur van Atlantic, de console was een Universal Audio 610. De Swampers moesten de leningen terugbetalen door studiotijd ter beschikking te stellen. Aanvankelijk hadden Hawkins en Johnson een meerderheidsbelang, maar later werden Hood en Beckett kosteloos gelijkwaardig partner. Jimmy Johnson fungeerde in het begin als studiomanager, een functie die David Hood later van hem overnam.
De enige badkamer van de studio werd vaak gebruikt als geluidscabine. De muzikanten luisterden op de veranda om een definitief oordeel te vellen over de voltooide nummers. David Hood zei: "Het gebouw leek op een koektrommel, elke vrachtwagen die over straat reed of een zware regenbui, noodzaakte het werk te onderbreken.".
David Hood stelde als naam voor de studio de "Muscle Shoals Sound" voor, een soort wraakactie tegen Rick Hall, omdat de nieuwe studio technisch gezien in Sheffield lag en niet Muscle Shoals. Ze legden  ook de naam "The Muscle Shoals Rhythm Section" als handelsmerk vast.

## Beginjaren 1969-1970
In de zomer van 1969 werd 3614 Jackson Highway, een album van zangeres Cher opgenomen voor Atco, een sublabel van Atlantic. Het was bedoeld als een come-back album en werd geproduceerd door Jerry Wexler, Tom Dowd en Arif Mardin. De hoes - in verband met auteursrecht alleen zichtbaar op de Engelstalige Wikipedia onder de titel van het album - is een foto van Cher met de muzikanten van Muscle Shoals Rhythm Section op het album. Het zijn: voorste rij, van links naar rechts: gitarist Eddie Hinton, bassist David Hood, Sonny Bono, Cher, producer Jerry Wexler, achtergrondzanger Jeannie Greene, achtergrondzangeres Donna Jean Godchaux en producer Tom Dowd. Achterste rij, van links naar rechts: leadgitarist Jimmy Johnson, producer Arif Mardin, drummer Roger Hawkins en toetsenist Barry Beckett. Niet op de foto staan achtergrondzangeressen Mary Holiday en Sue Pilkington.
Het album kreeg goede kritieken, maar was commercieel een mislukking. Het kwam niet hoger dan een 160e plaats.
De eerste hit, die op 19 augustus 1969 in de studio voor Atlantic opgenomen werd was Take a Letter Maria door J.B.Greaves, een soulzanger, hier  begeleid door de Swampers, uitgebreid  met zang van Donna Jean Thatcher (later Donna Jean Godchaux van the Grateful Dead), Eddie Hinton op gitaar en Mel Lastie op trompet.
Tijdens een concerttour van de Rolling Stones door Amerika in december 1969 , werden er opnames gemaakt voor het album Sticky Fingers. Voor opnames tijdens een tournee was geen vergunning verstrekt en moest er in het diepste geheim opgenomen worden. Opgenomen werden "You Gotta Move," "Brown Sugar" en "Wild Horses." Jimmy Johnson fungeerde als technicus en Jim Dickinson speelde piano op Wild Horses.
Brown Sugar piekte naar nr 1 op de Billboard Hot 100 en de Nederlandse Top 40 en naar nr 2 in Engeland.
Andere artiesten, die in de beginjaren opnamen waren Boz Scaggs en Lulu

## 1971 breuk met Atlantic
In 1971 verhuisde Atlantic Records hun Muscle Shoals-zaken naar Criteria Studios in Miami en vroeg de Swampers om daarheen te verhuizen. Toen de Swampers weigerden, vorderde  Atlantic het geld van hun lening terug. Rond deze tijd had Stax Records in Memphis financiële problemen en begon het werk uit te besteden aan Muscle Shoals.
In 1972 begonnen de succesvolste jaren voor de studio. In februari 1972 werd voor Stax I'll Take You There opgenomen met de Staple Singers, met de Swampers als begeleiders, t.w. Eddie Hinton op sologitaar , David Hood op bas, Terry Manning op harmonica en gitaar, Roger Hawkins op drums, Barry Beckett op een Wurlitzer elektrische piano, en Jimmy Johnson en Raymond Banks ook op gitaar. The blazers en strijkers werden later in Detroit toegevoegd.
Het nummer bereikte nr 1 op de Billboard Hot 100.
Ook in 1972 werden albums opgenomen als Shoot Out at the Fantasy Factory door Steve Winwoods band Traffic, The Train I'm On door Tony Joe White, From The Roots Came The Rapper van Joe Tex,Really van J.J. Cale steeds met de Swampers als ritmesectie.
Zonder de Swampers nam Ry Cooder er nummers voor zijn Boomer's Story op.
In 1973 nam Paul Simon twee singles op, die de tweede plaats op de  Billboard Hot 100 haalden, Kodachrome en Loves Me Like a Rock. In 1975 nam Art Garfunkel er Paul Simons My Little Town op.
In de oude studio werd daarnaast opgenomen voor Bob Seger, Rod Stewart, Lynyrd Skynyrd, Canned Heat, Big Joe Williams, Levon Helm en vele anderen.

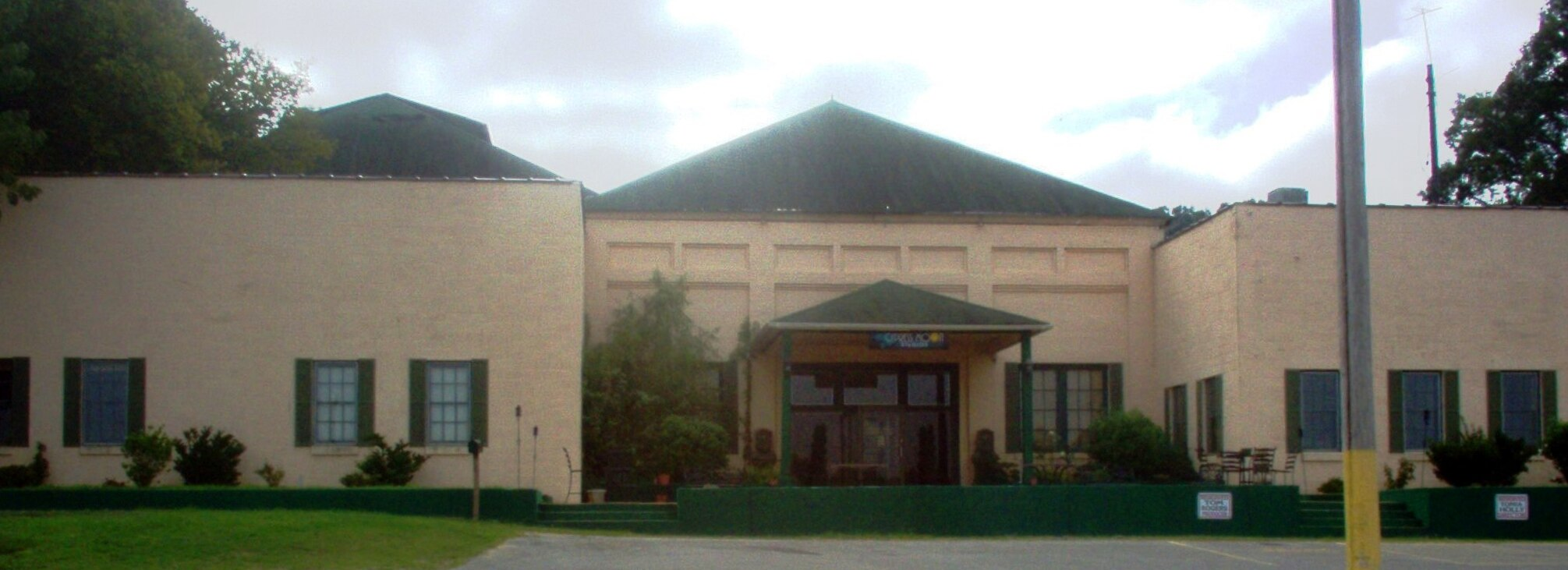
De nieuwe studio op Alabama Avenue in Sheffield, Alabama

## 1979 een nieuwe studio
De studio in het gebouw op 3614 Jackson Highway werd in april 1979 gesloten, een nieuwe studio werd ingericht in een groter gebouw op 1000 Alabama Avenue ook in Sheffield, aan de oever van de Tennessee.
Als opnameapparatuur kwqm er een 24-sproren MCI-recorder.
Jerry Wexler, die inmiddels bij Atlantic vertrokken was, boekte de studio begin mei 1979 voor de opnames van Slow Train Coming voor Bob Dylan, een jaar later gevolgd door diens album Saved. Voor beide albums was Barry Beckett co-producer, en speelde hij mee op orgel en piano.
Joan Baez nam in 1979 haar album Honest Lullaby op, in 1980 Jim McGuinn en Chris Hillman, hum album McGuinn - Hillman, Dr. Hook het album Rising 
Andere bekende artiesten die in de studio opnamen waren Glenn Frey, Lynyrd Skynyrd, George Jones, Gregg Allman, Canned Heat.

## 1985 sluiting
In 1985 werd de studio verkocht aan 1985 de in de Shoals geboren Tommy Couch, eigenaar van Malaco Records uit Jackson, Mississippi, die ook alle muziekrechten kocht. Malaco bleef nog tot 2005 de studio's in Sheffield gebruiken voor haar eigen artiesten als Johnnie Taylor, Bobby Bland en Little Milton.
Beckett verhuisde naar Nashville, de andere drie musici bleven in Sheffield werken voor Malaco en andere studio's.

## De oude studio weer in gebruik
Hoewel de oude studio op Jackson Highway niet meer in gebruik was, werd de studio tussen 2009 en 2011 gehuurd door Band of Horses voor hun cd Infinite Arms en de Black Keys voor het album Brothers.

## 2017 heropening studio op Jackson Avenue als museum
In 2013 werd het gebouw aangekocht door de  Muscle Shoals Music Foundation en heropende in januari 2017 als museum.

## Gerelateerde musici

### De oprichters
- Jimmy Johnson (4 februari 1943 – 5 september 2019) gitarist en engineer
- Roger Hawkins (16 oktober 1945 - 20 mei 2021) drummer[5]
- Barry Beckett (Birmingham (Alabama),4 februari 1943 – Hendersonville (Tennessee)10 juni 2009), pianist, organist[6]
- David Hood (Sheffield, 21 september 1943) bassist

### De Muscle Shoals Horns
- Ronnie Eades baritonsax
- Harvey Thompson fluit
- Charles Rose trombone
- Harrison Caloway Jr. trompet

### Engineers
- Jerry Masters
- Ralph Rhodes

### Overigen
- Jimmy Dickinson (Little Rock, Arkansas,15 november 1941 – Memphis, 15 augustus 2009) sessiepianist 1969-1972 (o.a. op Wild Horses)
- Travis Wammack gitarist en producer
- Eddie Hinton (Jacksonville,Florida, 15 juni 1944 – Birmingham, Alabama,28 juli 1995) leadgitaar